# Orosz Zsigmond
Csicseri Orosz Zsigmond (Girált, 1717. november 13. – Vác, 1782. október 11.) piarista tartományfőnök, tanár.

## Élete
Orosz Zsigmond táblabíró és Péchy Éva fia. 1733. október 11-én lépett a rendbe és 1743. szeptember 8-án szenteltetett föl. Gimnáziumi tanár volt 1735-ben Nyitrán, 1736-ban Debrecenben, 1737-ben és 1740-ben Nagykárolyban. 1741-43-ban teológiát tanult Breznyóbányán és Nyitrán; 1744-ben Pesten a retorika és poézis magistere, 1745-1746-ban ugyanaz Nyitrán és a nemesi konviktus felügyelője, 1747-ben Pesten a retorika és poézis magistere, 1748-ban Vácon bölcseleti lektor és iskolák felügyelője, 1749-ben ugyanaz és vicerektor Debrecenben, 1750-1754-ben ugyanott a teológia lektora, vicerektor és iskolai igazgató, 1755-57-ben ugyanott rektor és teológiai tanár, 1758-ban Vácon rektor, 1759-1762-ben Debreczenben retor és a kánonjog előadója. 
1760-ban Rómában a rendi nagygyűlésen a piarista-rend magyar tartományát képviselte. 1763-66-ban Debreczenben rektor és rend-kormánysegéd, 1766. március 6-tól haláláig a rend magyar tartományának főnöke volt.
Meghalt 1782-ben Vácon a tartományi gyűlés alkalmával. Koporsója felett Horányi Elek tartott gyászbeszédet.
Hazánk több jelesével levelezett, így Révai Miklóssal is, aki alagyát írt hozzá (Elegyes versei 1787. 85. lap); leveleinek egy része a Károlyi grófok levéltárában őriztetik, a Koppi Károlyhoz írottak a váci rendházban vannak. Az Eszterházyak erényéről iskolai színjátékot írt.